# Bituruna
Bituruna este un oraș în Paraná (PR), Brazilia.